# Saura
Pour les articles homonymes, voir Saura (homonymie).
Ne doit pas être confondu avec Saurat.
Saura est une localité de l'île Handnesøya dans le  comté de Nordland, en Norvège.

## Géographie
Administrativement, Saura fait partie de la kommune de Nesna.